# William Bermudez
Willian Bermudez (n. 27 august 1990 în Ibagué) este un fotbalist columbian care joacă în prezent pentru Club Deportivo Universidad Cruceña pe postul de portar.